# Alexandru Mavrocordat Firaris
Alexandru Mavrocordat, detto Firaris ("fuggiasco") (1754 – Mosca, 1819), è stato un nobile moldavo.
Fu gospodaro di Moldavia dal 1785 al 1786, anno in cui fuggì in Russia per non essere catturato dai Turchi.